# Шишкін Роман Олександрович
Роман Олександрович Шишкін (рос. Роман Александрович Шишкин, нар. 27 січня 1987, Воронеж) — російський футболіст, захисник клубу «Локомотив» (Москва) і національної збірної Росії.

## Клубна кар'єра
Народився 27 січня 1987 року в місті Воронежі. Вихованець юнацьких команд футбольних клубів «Факел» (Воронеж) та «Спартак» (Москва).
У дорослому футболі дебютував 2004 року виступами за команду клубу «Спартак» (Москва), в якій провів п'ять сезонів, взявши участь у 53 матчах чемпіонату. 
Частину 2009 року провів в оренді у клубі «Крила Рад» (Самара).
До складу клубу московського «Локомотива» приєднався 2009 року. Відтоді встиг відіграти за московських «залізничників» 139 матчів в національному чемпіонаті.

## Виступи за збірні
Протягом 2004–2007 років залучався до складу молодіжної збірної Росії. На молодіжному рівні зіграв у 10 офіційних матчах.
2007 року дебютував в офіційних матчах у складі національної збірної Росії. Наразі провів у формі головної команди країни 10 матчів.

## Титули і досягнення
- Володар Кубка Росії (1):

«Локомотив»:  2014–15